# 古斯塔沃·诺沃亚
古斯塔沃·诺沃亚·贝哈拉诺（Gustavo Noboa Bejarano，1937年8月21日—2021年2月16日）是前厄瓜多爾總統，厄瓜多爾瓜亚基尔大学毕业，2000年1月22日接替政变中被推翻的哈米尔·马瓦德任总统。
诺沃亚被控在职期间“盗用公款”，受到调查，2005年卢西奥·古铁雷斯总统因赦免、取消对他的刑事指控，而被议会解职。
2021年2月16日，诺沃亚在美國佛羅里達州邁阿密的傑克遜紀念醫院接受腦瘤手術後康復時，心臟病發作後逝世。